# Leo Fuchs

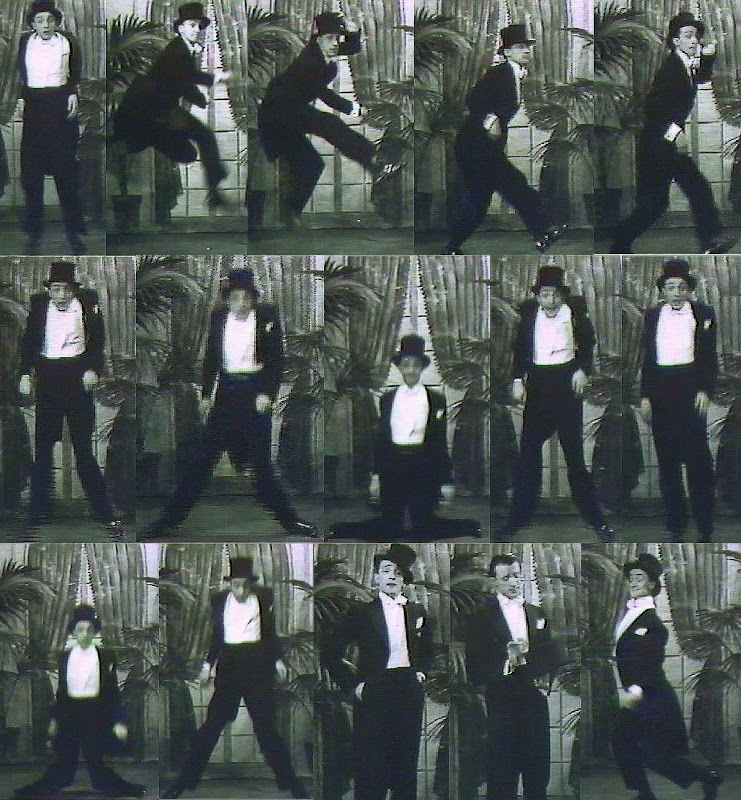
Bildfolge mit Leo Fuchs, tanzend

Leo Fuchs (* 15. Mai 1911 als Abraham Leon Springer Fuchs in Warschau, Generalgouvernement Warschau, Russisches Kaiserreich; † 31. Dezember 1994 in Los Angeles) war ein polnisch-US-amerikanischer Filmschauspieler. Er war als jiddischer Fred Astaire bekannt und spielte als singender und tanzender Komiker in zahlreichen jiddischen Theaterstücken und Musicals am Broadway sowie in jiddischen Filmen mit.

## Leben und Wirken
Leo Fuchs wurde in eine jiddische Theaterfamilie in Warschau geboren. Sein Vater, Charakterschauspieler am jiddischen Theater, starb im Alter von 40 Jahren, seine Mutter, Musicalsängerin und -schauspielerin, wurde im Holocaust ermordet. Leo Fuchs begann in den 30er-Jahren an Warschauer jiddischen Theatern in Komödien aufzutreten. Bereits wenig später bekam er ein Angebot von einem jiddischen Theater in New York, wo er als gelernter Violinist auch in Musicals mitspielte. Bald bekam er auch Angebote, in jiddischen Filmen mitzuwirken. Darunter der komische Kurzfilm Ich will seyn a Boarder (I want to be a Boarder) (1937) und die Langspielkomödie Americaner Shadchen (American Matchmaker) (1940).
Nach Kriegsende trat er einige Male in den jiddischen Theatern Londons auf. Das Alexander Theatre war zuvor in eine große Spielstätte mit 1.500 Plätzen übersiedelt, hatte aber Probleme, die Ränge zu füllen. Daher wurden Stars aus New York bestellt. Fuchs, der aufgrund seines eleganten Auftretens, Schauspielstil, Gesangs- und kuriosen Tanzkünsten mittlerweile als jiddischer Fred Astaire bekannt war, trat als The Galitzianer Cowboy auf und füllte das Theater mehrere Wochen lang. Ähnliches geschah in den 1950er Jahren, als er im Londoner Grand Palais auftrat – gemeinsam mit seiner Frau Rebecca Richman, die er mittlerweile geheiratet hatte. Ein letztes Mal war er in den 60er-Jahren eine Spielsaison in London, in The Great Waltz im Theatre Royal.
Ab den 1950er-Jahren spielte er bis in die 1980er-Jahre hinein in zahlreichen, in Los Angeles produzierten, Fernsehserien und gelegentlich auch in Kinofilmen mit.

## Filmografie (Auswahl)
- 1960: Das Buch Ruth (The Story of Ruth)